# Chip et Charly
 (septembre 2020).
Chip & Charly est une série télévisée d'animation de 26 épisodes présentée sur France 2, produite par France-Animation et D'Ocon Films Productions. Il est tiré de la série homonyme de livres pour enfants créée en Allemagne par Erhard Dietl et Gabriel Nemeth pour Ravensburger entre 1988 et 1992.
En France, la série est diffusée sur France 2.

## Synopsis
Chip est un lapin et son ami Charly, qui est une souris vivent dans la ville de Fafnirville, qui doit son nom du fait qu'elle abrite Fafnir, un véritable dragon.

## Voix françaises
- Luq Hamet : Chip
- Sophie Arthuys : Charly
- Benoît Allemane : Fafnir
- Luc Florian : Bonzo
- Thierry Bourdon : Robbie
- Olivier Granier : M. Hamster
- Patrick Préjean : Fuzzi
- Claude Lombard : Kitty
- Jean-Éric Bielle : voix additionnelles

## Personnages
- Chip : un lapin anthropomorphe
- Charly : une souris anthropomorphe
- Fafnir
- Bonzo
- Robbie
- M. Haster
- Kitty

## Épisodes
1. Le Jour de Fafnir
2. Monsieur le maire
3. Alerte aux fantômes
4. Le Collier de Madame Loupina
5. Fuzzy Maestro
6. Le Trésor de Fafnirette
7. La Panthera rap rock
8. Le Violon de Melody Goat
9. Le Casino de Fafirville
10. La couronne de l'Amérique
11. Le Neveu de Fafnir
12. Les Lingots de Mamie Gold
13. L'Artichaut d'or
14. Fuzzi bienfaiteur
15. Anniversaire surprise
16. La Baguette magique
17. Les Champions de la cuisine
18. Mystère sous la plage
19. La Pierre philosophale
20. Le Portrait de Fafnir
21. Oncle Chip
22. Touristes à gogo
23. Bonzo chef de gang
24. Mamie Gold veut voler
25. La Rivière de diamants
26. Le Trésor